# 蒙基縣

53°24′N 22°48′E / 53.400°N 22.800°E
蒙基縣（波蘭語：Powiat moniecki），是波蘭的縣份，位於該國東北部，由波德拉謝省負責管轄，首府設於蒙基，面積1,382平方公里，2006年人口42,960，人口密度每平方公里31人。